# ميرميرآب سفلي (مقاطعة غيلانغرب)
ميرميرآب سفلي (بالفارسية: میرمیرآب سفلی) هي قرية تقع في قسم ويجنان الريفي في إيران. يقدر عدد سكانها بـ 43 نسمة بحسب إحصاء 2016.